# Amerigo Gengarelli
Amerigo Gengarelli (* 30. Oktober 1920 in Rom) ist ein italienischer Kameramann.
Gengarelli war Kameramann für Filme und Fernsehserien zwischen 1957 und 1971.

## Filmografie
- 1957: Gente felice
- 1957: Captain Gallant of the Foreign legion (Fernsehserie, 4 Folgen)
- 1960: Die Tataren (I Tartari)
- 1961: Die verlorene Legion (Orazi e curiazi)
- 1962: Die Kosaken kommen (Taras Bulba, il cosacco)
- 1964: Le fils de Tarass Boulba
- 1964: Das letzte Gewehr (Jim il primo)
- 1964: Disneyland (Fernsehserie, 2 Folgen)
- 1967: Tödlicher Ritt nach Sacramento (Con lui cavalca la morte)
- 1967: Ci vediamo stasera in casa (Fernsehfilm)
- 1968: Auftrag Mord (The Brotherhood)
- 1968: Ein Loch in der Stirn (Un buco in fronte)
- 1970: Schach der Mafia (Scacco alla Mafia)
- 1970: Giovanni ed Elviruccia (Fernseh-Miniserie)
- 1971: No, sono vergine!